# Josep Maria Bartomeu i Floreta
Josep Maria Bartomeu i Floreta, (Barcelona, 6 de fevereiro de 1963), é um dirigente esportivo. Foi o 40º presidente do Futbol Club Barcelona de 23 de janeiro de 2014 a 10 de junho de 2015, deixando o cargo para se apresentar como candidato à presidência na XIII eleição do clube, vencida no dia 18 de julho de 2015.

## Biografia
Diretor responsável pela secção de basquete do FC Barcelona (2003-2005)
Em 2003, fez parte da chapa liderada por Joan Laporta, vencedor das eleições naquele ano. A chapa obteve 52,57% dos votos, com o apoio de 27.138 sócios. Após as eleições, assumiu o cargo de diretor responsável pela secção de basquete. Neste período, a secção de basquete ganhou a Lliga ACB 2003-04 e a Supercopa ACB 2004. Em junho de 2005, devido a desentendimentos com a diretoria de Joan Laporta, deixou o clube com Jordi Monés, Sandro Rosell, Jordi Moix e Javier Faus.
Vice-presidente do FC Barcelona (2010-2014)
Em 2010, fez parte da chapa liderada por Sandro Rosell, vencedor das eleições naquele ano. A chapa obteve 61,35% dos votos, com o apoio de 35.021 sócios. Em segundo lugar ficou a chapa liderada por Agustí Benedito, com 14,09% de apoio (8.044 votos). Marc Ingla foi o terceiro, com 12,29% (7.014 votos), e Jaume Ferrer, na última posição, obteve 10,80% (6.168 votos). Após a vitória, Bartomeu assumiu o cargo de vice-presidente esportivo.
Durante este período como vice-presidente esportivo, o clube ganhou numerosos títulos em todas as secções:
- Futebol: Campionat del Món de Clubs de futbol (2011), UEFA Champions League (2010-11), Supercopa d'Europa (2011), Campionats de Lliga espanyola: (2010-11 e 2012-13), Supercopa d'Espanya (2010, 2011 e 2013).
- Basquete: Lliga ACB (2010-11, Lliga Catalana: (2010) e Supercopa espanyola: (2010).
- Handebol: Copa d'Europa (2010-2011) e Lliga espanyola/Lliga ASOBAL (2010-2011).
- Hóquei sobre patins: Copa del Rei (2011) e Copa Continental (2009/2010).
- Futebol de salão: Lliga espanyola de futbol sala: 2010-2011, Copa del Rei de futbol sala: 2010-2011 e Copa espanyola de futbol sala: 2010-2011.

## Presidência do FC Barcelona
Etapa de presidente do FC Barcelona (janeiro de 2014 - junho de 2015)
Em 23 de janeiro de 2014, devido à admissão de denúncia acatada pelo juiz Ruz por simulação contratual na transferência de Neymar, Sandro Rosell renunciou à presidência. Com base nos estatutos do clube, Bartomeu foi eleito pela diretoria para assumir o cargo de Rosell até o dia 30 de junho de 2016. Entretanto, em janeiro de 2015, o 40º presidente do Futbol Club Barcelona anunciou que convocaria eleições ao final da temporada 2014-2015.
Após a equipe de futebol finalizar a temporada 2013-2014 sem títulos, fato que não ocorria há sete anos, no verão (europeu) de 2014 o clube fez o maior investimento em contratações de sua história: 157 milhões em oito jogadores. Houve, também, mudança de treinador: Luis Enrique Martínez substituiu Gerardo Martino. Fora de campo, durante a temporada 2014-2015, Bartomeu também realizou mudanças importantes no organograma do clube, destituindo o diretor Toni Freixa dos cargos de secretário e porta-voz da diretoria, além de despedir Guillermo Amor (diretor das categorias de base), Antoni Rossich (diretor geral), e Andoni Zubizarreta (diretor esportivo).
Em 3 de fevereiro de 2015, o juiz Ruz incriminou Bartomeu, numa nova causa do "Caso Neymar", por um suposto delito contra a Agência Tributária por sonegação fiscal em 2014 ligada à compra do jogador.
Em 9 de junho de 2015, apresentou sua demissão da presidência e deixou o clube sob a responsabilidade de uma comissão gestora liderada por Ramon Adell, convocando novas eleições, às quais se apresentaria como candidato. Encerrou seu mandato com uma coletiva de imprensa, destacando os êxitos esportivos e econômicos de sua gestão.
Títulos conquistados durante a presidência de Bartomeu
- Futebol: Lliga 2014-15,[9] Copa del Rei 2014-15,[10] Lliga de Campions 2014-15[11]
- Basquete: Lliga ACB (2013-2014)
- Handebol: Lliga ASOBAL (2013-14), Copa del Rei (2013-14), Super Globe (2013-14), Supercopa d'Espanya (2013-14)
- Hóquei sobre patins: Lliga Europea (2013-14), Supercopa d'Espanya (2013-14)
- Futebol de salão: Lliga (2013-14), Copa de Rei de futbol sala (2013-14), UEFA Futsal Cup (2013-14), Supercopa d'Espanya (2013-14), Copa Catalunya (2013-14)

Vitória nas eleições presidenciais de 2015
Em 19 de junho de 2015, poucos dias depois de haver apresentado sua demissão para que as eleições fossem convocadas, Bartomeu lançou sua pré-candidatura à presidência do FC Barcelona em um ato no Col·legi d'Enginyers Industrials. Sua candidatura, com o lema «Bo per al Barça» (Bom para o Barça), conta com uma dezena de membros da sua diretoria (Carles Vilarrubí, Jordi Cardoner, Jordi Mestre, Jordi Moix, Jordi Monés, Manel Arroyo, Javier Bordas, Dídac Lee, Pau Vilanova e Susana Monge), além de outros quatro que se incorporariam à equipe (Oriol Tomàs, Silvio Elias, Emili Rousaud e Enrique Tombas).
Em 8 de julho, a comissão eleitoral anunciou que a pré-candidatura de Bartomeu, com 8.554 assinaturas válidas, superou com folga o limite mínimo, obtendo o direito oficial de concorrer à presidência com Agustí Benedito, Joan Laporta e Toni Freixa.
Em 18 de julho, 47.270 sócios (43,12%) participaram das votações, e Josep Maria Bartomeu obteve 25.823 votos (54,63%), ganhando as eleições. Joan Laporta obteve 15.615 votos (30,03%). Agustí Benedito, com 3.386 votos (7,16%), e Toni Freixa, com 1.750 votos (3,70%) terminaram como terceiro e quarto colocados, respectivamente.
Renúncia a presidência em 2020
Em 27 de outubro de 2020, a direção do clube convocou uma reunião extraordinária que, logo após, Josep Bartolomeu anunciou a renuncia do cargo de presidente do Barcelona. A pressão pela renúncia aconteceu desde a crise instaurada com o pedido de Lionel Messi para deixar o clube. Além de um processo de Moção de Censura movido por mais de 20 mil sócios do clube, cujo fim poderia levar à destituição da diretoria.